# Brisy
Brisy est un hameau belge de la commune de Gouvy situé en Région wallonne dans la province de Luxembourg.
Avant la fusion de communes de 1977, il faisait partie de la commune de Cherain.

## Situation
Ce hameau ardennais se situe sur le plateau dominant le versant nord de la vallée de l'Ourthe orientale entre les localités de Rettigny et de Sommerain. Le village de Gouvy se trouve à environ 8 km au nord-est.
En 2009, Brisy comptait 81 habitants.